# Episodi di World of Winx (seconda stagione)
La seconda stagione del cartone animato World of Winx è stata trasmessa su Rai Gulp dal 18 al 30 giugno 2017.
| n° | Titolo                       | Prima TV       |
| -- | ---------------------------- | -------------- |
| 1  | L'Isola che non c'è          | 18 giugno 2017 |
| 2  | Il figlio di Peter Pan       | 19 giugno 2017 |
| 3  | L'uomo alligatore            | 20 giugno 2017 |
| 4  | Sirene sulla Terra           | 21 giugno 2017 |
| 5  | Brividi nella scuola di moda | 22 giugno 2017 |
| 6  | La ragazza dei sogni         | 23 giugno 2017 |
| 7  | Il fiore più bello           | 24 giugno 2017 |
| 8  | Giglio Tigrato               | 25 giugno 2017 |
| 9  | La spada dell'eroe           | 26 giugno 2017 |
| 10 | Trappola tecnomagica         | 27 giugno 2017 |
| 11 | La vendetta di Jim           | 28 giugno 2017 |
| 12 | Vecchi amici e nuovi nemici  | 29 giugno 2017 |
| 13 | Il ritorno di Campanellino   | 30 giugno 2017 |

## L'Isola che non c'è
Mentre Aisha, Musa e Stella suonano in un concerto con Annabelle e Louise, Bloom, Tecna e Flora sono sulle tracce di Venomya, una critica musicale che lo vuole sabotare, e grazie alla magia riparano il guasto alle luci che Venomya ha causato. Dopo il concerto le Winx ottengono un'evoluzione del potere Dreamix e lo spirito del mondo dei sogni le chiama a sé per chiedere loro di salvare il mondo dei sogni. Tornate nel mondo onirico, le fate sconfiggono le creature d'ombra che stanno attaccando Jim e il suo amico. Questi rivelano di essere Spugna e Capitan Uncino e di voler anche loro salvare il mondo dei sogni – che loro chiamano Isola che non c'è – facendo tornare Peter Pan, fuggito per stare con Wendy; in seguito alla sua scomparsa Campanellino si è tramutata nella regina cattiva. Le Winx rintracciano Wendy Darling a Londra alla direzione di un orfanotrofio, e la salvano dalle creature d'ombra che vogliono rapire lei e i suoi bambini; una di esse però assume le sembianze di Bloom e le ruba una parte della personalità.

## Il figlio di Peter Pan
Da una lettera di Peter Pan che Wendy ha dato alle Winx, le ragazze scoprono alcune informazioni su di lui: si fa chiamare Peter Barry e ha fatto perdere le sue tracce, inoltre ha avuto un figlio di nome Matt Barry. Le Winx si fingono pasticcere per introdursi nel bar dove pensano lavori Matt, ma un suo collega spiega loro che è stato licenziato qualche giorno addietro perché era molto sbadato e incapace nel lavoro, inoltre racconta che è un ragazzo sognatore e inconcludente. Giunte nel teatro di cui Matt desiderava diventare il custode, le Winx cercano degli indizi su di lui. Nel frattempo Bloom viene tormentata dalla sua nemesi Vertigo, una creatura d'ombra forgiata dal suo carattere oscuro che si mostra a lei anche sostituendosi alle sue amiche, le quali invece non si accorgono di nulla. Solo accettando il suo lato negativo e le sue paure Bloom riesce a sconfiggere Vertigo.

## L'uomo alligatore
Lo spirito del mondo dei sogni chiede aiuto alle Winx perché percepisce che qualcuno è in difficoltà, così Aisha, Flora e Tecna si trasformano ed entrano nel mondo dei sogni. Nel frattempo Bloom, Stella e Musa continuano la ricerca del figlio di Peter Pan: le ragazze scoprono che le stelle dell'affresco che hanno fotografato si sovrappongono ai monumenti più importanti di Parigi, così si recano nella capitale francese e con un diversivo Musa esce dal furgone evitando i fan accaniti. Musa trova Matt alla cattedrale di Notre-Dame, ma il ragazzo scappa via e appare la nemesi della fata che inizia a tormentarla. Aisha, Flora e Tecna trovano Jim e Spugna inseguiti dall'uomo coccodrillo, che però non ha cattive intenzioni, e conduce le tre fate verso una caverna dove è rinchiuso suo fratello, l'uomo alligatore. La caverna si rivela essere una creatura magica e le tre Winx e l'uomo coccodrillo vengono assorbiti da essa.

## Sirene sulla Terra
Aisha porta in salvo le sue amiche e i due fratelli fuori dalla caverna; una volta spiegata la situazione con Jim e Spugna, l'uomo coccodrillo e l'uomo alligatore diventano loro alleati per sconfiggere la regina. Musa fa scomparire la sua nemesi suonando una melodia e si riunisce alle altre Winx. Le fate vengono avvertite dallo spirito del mondo dei sogni che tre sirene sono scappate sulla Terra portando scompiglio, perciò devono ritrovarle e ricondurle al loro mondo. Stella riesce a individuare le sirene e le segue fino a una festa in piscina, dove stanno coinvolgendo tutti i ragazzi partecipanti a divertirsi con loro in modo pericoloso. Le Winx intervengono prima che qualcuno si faccia male e inseguono le sirene fino a farle capire che sono dalla stessa parte. A quel punto le tre sirene tornano nel mondo dei sogni per cercare Jim e unirsi alla sua squadra.

## Brividi nella scuola di moda
Le Winx stanno investigando nell'appartamento di Matt, e Stella, grazie a una visione Onyrix, scopre che si trova alla scuola di moda di Parigi. Musa, Flora e Bloom si recano nel mondo dei sogni come richiesto loro dallo spirito, mentre Stella, Aisha e Tecna vanno alla scuola di moda per trovare Matt. Stella si trova a suo agio con tutti ma ben presto viene soggiogata dalla sua nemesi, Obscura, che sfrutta la sua paura del giudizio degli altri e di rimanere sola istigando le persone nei suoi ricordi. Fortunatamente Stella trova conforto nelle sue amiche e allontana la sua nemesi, dopodiché raggiunge Aisha e Tecna per continuare la loro missione. Matt, che viene descritto loro dai suoi compagni di scuola come un arrogante sbruffone, viene rapito quasi sotto i loro occhi. Le tre Winx inseguono il rapitore ma perdono le sue tracce.

## La ragazza dei sogni
Flora usa i suoi poteri per liberare la foresta del mondo dei sogni dall'influsso della regina cattiva, e assieme a Bloom e Musa salvano un gruppo di pirati dalle creature d'ombra. Le tre Winx e i pirati si recano poi sulla Terra per aiutare Stella, Aisha e Tecna a fermare il rapitore di Matt. I pirati si trasformano per acquisire più potere e riescono a riprendere Matt sui tetti di Parigi, dopodiché tornano nel mondo dei sogni. Svegliatosi dallo svenimento, Matt si ritrova nel camper delle Winx che gli raccontano della loro missione e gli chiedono di aiutarle a ritrovare suo padre, ma purtroppo il ragazzo non può aiutarle. Quella sera Matt porta le Winx sul tetto della cattedrale di Notre-Dame ad ammirare la costellazione di una ragazza presso la seconda stella a destra, una ragazza di cui Matt è innamorato e che vorrebbe incontrare se solo credesse nella magia.

## Il fiore più bello
Mentre le Winx lo cercano, Matt si trova nel mondo dei sogni al cospetto della regina, nella quale riconosce il volto della ragazza di cui si è innamorato, e le promette di trovare per lei il fiore più bello di tutti. Per cogliere quel fiore, Matt si reca in una montagna innevata della Svizzera. Flora lo rintraccia grazie all'aiuto della natura e lo raggiunge, facendo scappare il rapitore del ragazzo che era nuovamente alle sue calcagna. Improvvisamente appare la nemesi di Flora, Stoney, che pietrifica tutti gli esseri viventi nelle circostanze compreso Matt, ma la fata la sconfigge grazie anche al sostegno della natura. Matt ritorna in sé ed è grato a Flora per aver salvato il suo fiore, ma decide di non coglierlo per lasciarlo in vita e si unisce alle Winx per salvare il mondo dei sogni. Quella sera, le Winx tengono un concerto a Parigi e Venomya lo sabota facendo allontanare il pubblico.

## Giglio Tigrato
Aisha sta allenando Matt per farlo diventare un guerriero in grado di sconfiggere la regina, ma con scarsi risultati. Ancora una volta Venomya sabota un concerto delle Winx, le quali, credendo sia opera di un altro, portano Matt nel mondo dei sogni per tenerlo al sicuro. Giunte nella dimensione magica, le fate chiedono a Jim e Spugna e infine a Giglio Tigrato di allenare Matt, ma quest'ultima spiega che per diventare un eroe Matt deve ritrovare la spada magica di Peter Pan che si trova sulla Terra. Quella notte, Aisha viene attaccata dalla sua nemesi, Sinka, che imprigiona le sue amiche.

## La spada dell'eroe
Aisha capisce come sconfiggere la sua nemesi e smette di darle la sua energia. La mattina seguente, le Winx e Matt visitano Wendy per cercare la spada di Peter Pan ma non riescono a trovarla nella sua stanza. Matt intuisce che l'indicazione della "seconda a destra", fornitagli da suo padre, potrebbe indicare non solo la stella che porta all'Isola che non c'è ma anche una casa in quei dintorni, e Wendy conferma di averci vissuto. Le Winx e Matt quindi si fingono collezionisti d'arte per entrare nella casa, ora abitata dal collezionista Sebastian, e scoprono l'esistenza di una stanza segreta dove potrebbe trovarsi la spada. Sebastian consente alle Winx di scendere nel caveau sotterraneo, ma tutto d'un tratto il sistema si sicurezza entra in azione e sbarra ogni uscita, e un nuovo nemico si presenta davanti alle fate.

## Trappola tecnomagica
Ad attaccare le Winx è Virus, la nemesi di Tecna, che prende il controllo di Bloom, Stella, Flora, Musa e Aisha per farle scontrare con lei. Tecna prova a smettere di ragionare con la logica e con questa strategia Virus scompare. Le Winx si fanno trovare nel caveau sbloccato con la spada magica e Sebastian, per scusarsi dell'incidente, la dona a Matt. Le Winx accompagnano il ragazzo con la sua spada nel mondo dei sogni, dove Matt riconosce in Spugna l'identità del suo rapitore, e Jim imprigiona il traditore seduta stante. Mentre le Winx tengono un concerto a Central Park, lo spirito del mondo dei sogni le avverte che la ciurma di Jim, alla quale si è unito anche Matt, sta attaccando la regina con la violenza e c'è bisogno di tutte loro, ma il palazzetto del concerto sta crollando per via di un terremoto e le fate devono proteggere gli spettatori.

## La vendetta di Jim
Bloom decide di restare sulla Terra e mettere il palazzetto in sicurezza, lasciando dei cloni al loro posto sul palco. Quando il pericolo è passato, Venomya annuncia la fine del concerto, ma le Winx la contraddicono facendo parlare e cantare i loro cloni. Nel frattempo nel mondo dei sogni, l'esercito di Jim è accerchiato dalle creature d'ombra mandate dalla regina ma tutti si difendono da esse, e Matt sconfigge con la sua spada una creatura più potente per salvare Giglio Tigrato che era stata catturata. La regina decide di recarsi personalmente a debellare l'esercito ma, non appena vede Matt, smette di combattere, si pente per il male che ha fatto finora e torna ad essere Campanellino rinunciando ai suoi poteri. Nonostante questo, Jim non perdona la regina e vuole continuare a combattere contro di lei, quindi si proclama re del mondo dei sogni. Le Winx, tornate nel mondo onirico, vogliono concedere una seconda opportunità a Campanellino per redimersi, e prendono le sue difese.

## Vecchi amici e nuovi nemici
Jim bandisce le Winx dal mondo dei sogni e le fa seguire sulla Terra dai suoi pirati, dall'uomo coccodrillo e dall'uomo alligatore, che danno loro la caccia. Matt è deluso per aver scoperto che ad aver inaridito il mondo dei sogni è stata proprio la sua amata e fugge lasciandola in balia dei nemici. Considerandola una traditrice come le Winx, Jim fa rinchiudere Campanellino dalle sirene nella prigione di corallo, ma Matt torna da lei in tempo per liberarla prima che anneghi nell'alta marea. Giglio Tigrato si fa convincere dallo Sciamano e passa dalla parte della regina, e insieme a lui va sulla Terra per difendere le Winx dagli alleati di Jim. Nel frattempo, Jim getta Matt nella laguna delle sirene, le quali lo trattengono sott'acqua impedendogli di tornare in superficie.

## Il ritorno di Campanellino
Una lacrima di Campanellino caduta nell'acqua dona a Matt la magia per liberarsi e volare in cielo, grazie alla quale salva la sua amata dalle grinfie di Jim, che riprende il suo aspetto e i suoi poteri di fata. Jim tramuta l'albero della vita, il cuore del mondo dei sogni, in un veliero volante e lo dirotta verso un portale che conduce al mondo degli incubi. Le Winx, appena tornate nel mondo dei sogni, cercano di fermare Jim ma né loro né Matt ci riescono. Spugna, uscito dalla stiva della nave, prende il timone e vira la nave verso l'alto evitando il portale. Anche Spugna si schiera contro Jim, essendo stato ingaggiato proprio da lui per rapire Matt e poi incolpato. Mentre la nave si ribalta in volo, Jim cade nel portale ed esso si richiude. L'Isola che non c'è torna finalmente al suo aspetto rigoglioso e Campanellino riprende il suo pendaglio magico che Jim ha sfruttato. Matt con la sua spada magica riporta il veliero ad essere l'albero della vita, e tutti gli abitanti del mondo dei sogni ringraziano le Winx per il loro aiuto. Tornate sulla Terra, Venomya smaschera la magia dei cloni delle Winx prima che queste possano riprendere il loro posto sul palco, e svela in diretta mondiale che le Winx sono delle fate. Bloom scopre che è sempre stata Venomya a causare gli incidenti ai loro concerti, e Baba Yaga, la sua vera identità, minaccia la fata che presto la sua congrega di streghe assalirà le Winx.